# XV Corpo d'armata (Regio Esercito)
Il XV Corpo d'armata fu una grande unità del Regio Esercito italiano attiva durante la seconda guerra mondiale.

## Storia
Il Comando XV Corpo d'Armata venne costituito a Genova il 25 marzo 1939, con alle sue dipendenze la 5ª Divisione fanteria "Cosseria", la 37ª Divisione fanteria "Modena" ed alcuni reparti della Guardia alla Frontiera. Aveva compiti di carattere territoriale sulle provincie di Genova, Savona, Imperia e sull'alta valle del Tanaro.
Nel 1940, mentre era schierato in Liguria, venne posto alle dipendenze della 1a Armata. Il 10 giugno 3 delle sue divisioni vennero schierate lungo il confine italo-francese da Cima Campbell fino al Mar Ligure. In seguito ad un celere spostamento dei reparti e dell'artiglieria, il 21 giugno attaccò in direzione di Mentone, Breil ed il massiccio del Grammondo. Nonostante la resistenza nemica e gli ostacoli naturali, le unità del corpo d'armata riuscirono a guadagnare terreno prima della richiesta d'armistizio del 24 giugno. Dopo la battaglia delle Alpi Occidentali venne incaricato della difesa della costa ligure, dal confine francese fino a Savona e della sorveglianza dell'entroterra, nel settore della Roja.
Nel giugno 1942 incorporò la 10ª Divisione fanteria "Piave", la 58ª Divisione fanteria "Legnano" e la 7ª Divisione fanteria "Lupi di Toscana". A novembre, dopo lo sbarco anglo-americano nel Nord-Africa francese, superò la linea dell'armistizio, occupando Nizza, Grasse, Cannes, Antibes, Saint Raphael e Tolone. Rientrò in Italia il 20 dicembre e riprese la difesa costiera della Liguria. Nel 1943 assunse alle sue dipendenze la 103ª Divisione fanteria "Piacenza", la 105ª Divisione fanteria "Rovigo", la 6ª Divisione alpina "Alpi Graie" e la 201ª Divisione costiera. Proseguì la sua attività di difesa della costa ligure fino al 12 settembre quando venne sciolto per ordine del comando 4a Armata in seguito all'armistizio di Cassibile.

## Ordine di battaglia
1939-1943
- 5ª Divisione fanteria "Cosseria"
- 37ª Divisione fanteria "Modena"
- 44ª Divisione fanteria "Cremona"
- 10ª Divisione fanteria "Piave"
- 58ª Divisione fanteria "Legnano"
- 7ª Divisione fanteria "Lupi di Toscana"

1943
- 103ª Divisione fanteria "Piacenza"
- 105ª Divisione fanteria "Rovigo"
- 6ª Divisione alpina "Alpi Graie"
- 201ª Divisione costiera

## Comandanti
- Generale di corpo d'armata Mario Berti (1939 - 1940)
- Generale di corpo d'armata Gastone Gambara (1940 - 1941)
- Generale di corpo d'armata Emilio Bancale (1941 - 1943)[1]